# Annie-Flore Batchiellilys
Annie-Flore Batchiellilys (sinh 10 tháng 4 năm 1967), là một ca sĩ, nhạc sĩ, nhà soạn nhạc người Gabon, kết hợp các hình thức truyền thống của Gabon hát với nhạc jazz và blues.

## Đầu đời
Annie-Flore Batchiellilys sinh ngày 10 tháng 4 năm 1967 tại Tchibanga, phía tây nam Gabon. Cô là một người nói tiếng Punu bản địa.

## Nghề nghiệp
Bà của cô đã truyền cảm hứng âm nhạc cho cô. Cô đã từng làm một thợ sửa xe. Tuy nhiên, cô đã gây chú ý trong một cuộc thi hát trên truyền hình năm 1988, Bonsoir musique. Pierre Akendengue đã động viên cô đến một nơi gặp gỡ và đào tạo âm nhạc tại Carrefour des Arts ở Libreville.
Cô đến Pháp vào năm 1990, ban đầu tham gia các nhóm nhạc khác nhau, theo đuổi dòng nhạc jazz, tại l'Ecole des Sirènes de Lyon. Sau đó, cô đăng ký vào các lớp học lý thuyết ca hát và âm nhạc tại Studio Alice Dona ở Gentilly. Cô đã tham gia nhiều dàn hợp xướng, và cũng đã trình bày một bản song ca với ca sĩ Quebec Chenart.
Cô đã phát hành album đầu tiên của mình, Afrique mon toit, vào năm 1997. Album kết hợp các truyền thống âm nhạc đã được truyền qua gia đình cô, với nhạc jazz và blues. Cô đã biểu diễn tại Liên hoan nhạc Jazz Rhino ở Rive-de-Gier năm 1999, cùng với nghệ sĩ bộ trống người Ý Carlo Rizzo. Năm 2002, cô được nhận danh hiệu nữ hy vọng xuất sắc nhất tại Giải thưởng Kora.
Năm 2006, cô tổ chức Hội nghị âm nhạc Nuits atypiques de Mighoma, sau đó đổi tên thành Hội nghị Nghệ thuật và Dân tộc Quốc tế Mighoma. Lập trường của cô trong cuộc bầu cử tổng thống năm 2009 tại Gabon dẫn đến việc cô bị cấm trong buổi hòa nhạc ở Gabon, và các bài hát của cô không còn được phát trên đài phát thanh hoặc truyền hình. Cô đã lên sân khấu trình diễn một lần nữa tại Libreville vào tháng 11 năm 2015.

## Album
- Afrique mon toit, 1997
- Diboty, 2002
- Je''vvite, 2003
- Broute bien, 2006
- Le chant, c'est mon chant, 2008
- Sống à Olympia, 2008
- De Mighoma pour vousss, 2011
- Mon Point Zérooo, 2013
- À l'lele de mon être, 2016

## Đóng phim
- Sur la route des Anges, bộ phim tài liệu của đạo diễn Jean Roké Patoudem của Cameroon vào năm 2011, về sự nghiệp của cô